# 応募
| ウィキペディアには「応募」という見出しの百科事典記事はありません（タイトルに「応募」を含むページの一覧/「応募」で始まるページの一覧）。 代わりにウィクショナリーのページ「応募」が役に立つかもしれません。 |